# 伊地知幸介
伊地知 幸介（いぢち こうすけ、安政元年1月6日（1854年2月3日） - 大正6年（1917年）1月23日）は、日本の陸軍軍人。日露戦争の旅順攻囲戦では乃木希典の下で第3軍参謀長を務めた。爵位は男爵、最終階級は陸軍中将。

## 経歴
薩摩藩士・伊地知直右衛門の長男として生まれる。御親兵（後の近衛兵）に選ばれて上京。陸軍幼年学校を経て、明治8年（1875年）12月に陸軍士官学校に入校。明治10年（1877年）4月から翌月まで西南戦争に出征した。明治12年（1879年）2月、砲兵少尉に任官し、同年12月、陸軍士官学校を卒業（旧2期）。陸士旧2期の同期生には井口省吾、大迫尚道、田村怡与造、豊島陽蔵、長岡外史らがいる。
明治13年（1880年）にフランス、4年後にドイツ帝国に留学。この間にドイツ参謀総長・大モルトケから彼の信頼する参謀将校デュフェ大尉を紹介され戦略戦術の指導を受けているが、これに乃木希典も講義を受ける事になり伊地知が通訳などの世話をしている。
明治22年（1889年）11月、砲兵少佐に進級し、野戦砲兵第1連隊大隊長に就任。日清戦争時には第2軍参謀副長として出征した。その後、大本営参謀、参謀本部第1部長、英国駐在武官を務める。
明治33年（1900年）4月、陸軍少将に進級。同年10月、再度参謀本部第1部長となり、以後野戦砲兵監、京城公使館付などを歴任。明治37年（1904年）5月には第3軍参謀長に補され、日露戦争における旅順攻囲戦を戦う。明治38年（1905年）1月、旅順要塞司令官。明治39年（1906年）4月に東京湾要塞司令官に転じ、明治39年（1906年）7月、陸士同期生の先頭で陸軍中将に進級。
明治40年（1907年）9月、日露戦争の軍功により男爵を授けられる。明治41年（1908年）12月、第11師団長に親補される。明治43年（1910年）11月に待命、明治44年（1911年）11月より病気により休職、大正2年（1913年）1月に予備役。4年後の大正6年（1917年）1月に死去。

## 日露戦争時

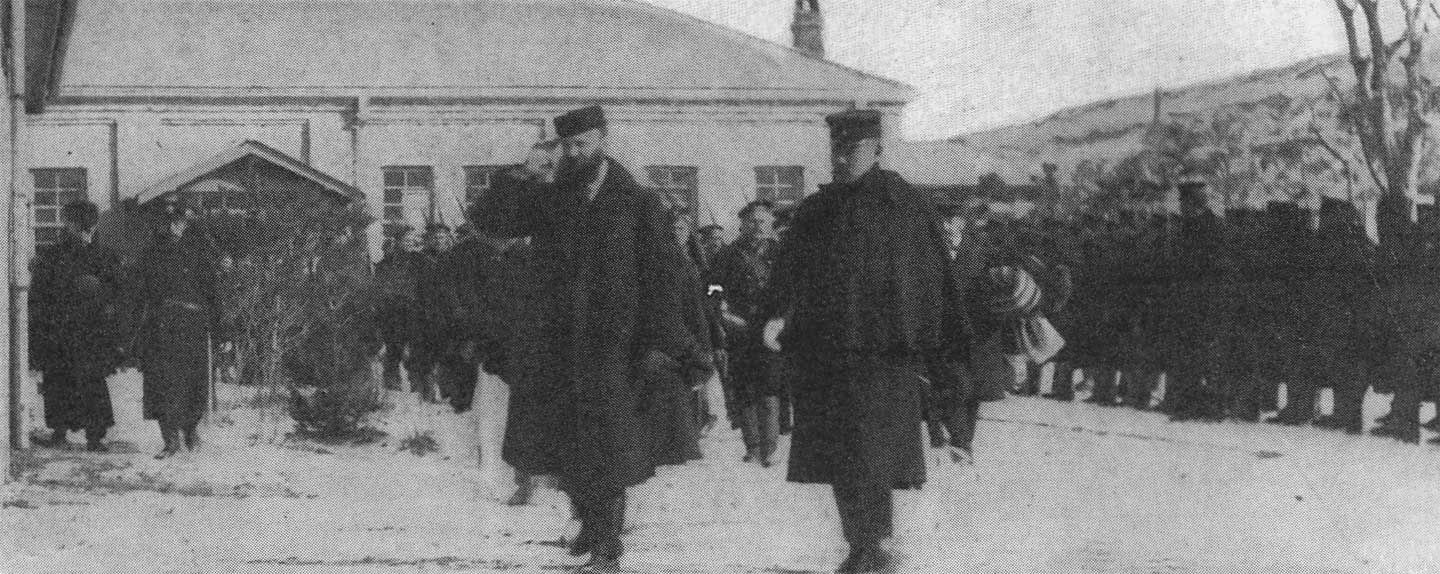
朝鮮駐在ロシア公使パブロフと伊地知

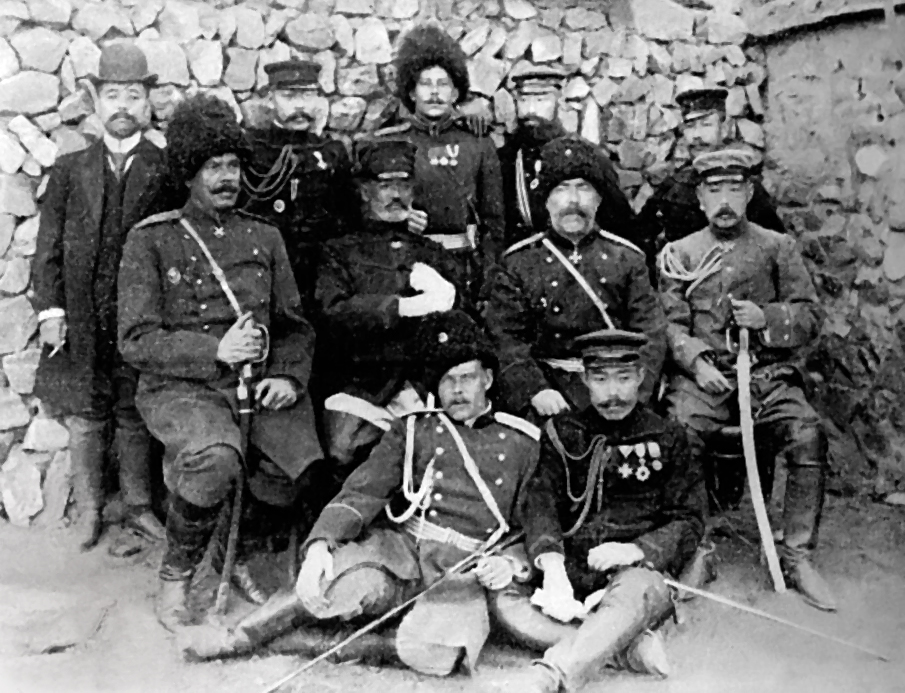
水師営会見での記念撮影。中央列の最右が伊地知

日露戦争開戦直前の明治37年（1904年）1月、野戦砲兵監であった伊地知は突然本職を免じられ韓国公使館付武官となる。日露開戦にあたりロシア帝国の機先を制するため、参謀本部は有為の人物を韓国に派遣して情報任務や特別任務に従事させたが、この一員であった。開戦初頭の大陸進出を容易に行うため、韓国臨時派遣隊（木越旅団）の宿舎の準備などが行われ、臨時派遣隊の到着を翌日に控えた2月8日に晩餐会を開くといった欺瞞行為を実行した。翌日9日の仁川沖海戦の後、臨時派遣隊は無事上陸を果たした。開戦後に生じた、ロシア公使及び公使館付護衛部隊の処理という問題の解決についても、伊地知の尽力が大きかった。伊地知はフランス語が堪能であり、西洋の風俗習慣に精通していたことから、外国人間において特に信任を得ていたという。また当時日韓両国間での難問であった日韓議定書締結問題についても関与しており、2月頃に韓国内の反対派（李容翊）を排除することに成功している。
伊地知の公使館付武官としての任期は二か月のみで、同年3月には帰国し、再度、野戦砲兵監に任じられる。
その後、旅順要塞攻撃のために編成された第3軍 （総司令官・乃木希典大将）の参謀長に就任した（旅順攻略戦の推移と状況は旅順攻囲戦の項を参照のこと）。
第3軍は、大連から遼東半島を西進してゆく過程でロシア軍の防禦陣地との戦闘を幾度も経験し、ロシア軍の防御が堅固であることを十分に認識していた為、伊地知は慎重な態度を取るようになった。
第3軍は7月30日にはロシア軍を要塞内へ追いやり包囲を完成させた。包囲後まもなくの8月4日、満州軍総司令部参謀・井口省吾少将が第3軍司令部を訪問をする。
「旅順攻撃ノ時日を短縮スベキコト」を要請する参謀総長・山縣有朋からの書簡を手渡すためであった。
大本営は出来るだけ早く旅順艦隊を処理し監視に拘束されている日本艦隊を自由にしたい、また第3軍を早期に北方戦線に加入させたいという思惑があり、また旅順要塞の攻略を楽観視していたため、「急襲速攻を主張」した。しかし、遼東半島各地での戦闘でロシア軍の堅固な防御を実戦で経験し慎重な態度をとるようになっていた伊地知ら第3軍側は、「急進突撃一挙これを陥るる如きは必敗を免れざる」と頑として拒否した。「井口対伊地知両少将の旅順要塞攻撃意見は絶対に相違したるために、談論逐次激越に陥り、遂には腕力沙汰にも及びかねまじき勢いであったという」と伝えられる。
この談論は、計画の時日より三日だけ早めるということで決着した。
包囲後、軍司令部は柳樹房なる場所に置かれた。ここもしばしば敵弾に見舞われる場所であったが、第一回総攻撃にあたっては戦闘司令所は激戦地となった東鶏冠山北堡塁から3kmという場所（団山子東北方高地）にまで進められ、主にここで指揮が取られた。総攻撃の攻撃方法は｢強襲法」が選択された。この選択にあたっては、当時、｢フォン・ザウエルの強襲戦法」なるものが兵学界を風靡していた事が影響していると思われる。旅順要塞は各保塁をコンクリート（当時は仏語のベトンと呼ばれていた）で囲い、堡塁間には塹壕を掘って鉄条網を敷いた防御線を3重に渡って施設した近代要塞で、機関銃、大砲、地雷をもって防禦されており、第一回総攻撃は大損害を被り東西盤龍山堡塁の確保という戦果に留まり失敗に終わった。
総攻撃中止後、柳樹房にて以後の攻撃方法が議論された。軍司令部側は強襲法を取りやめ、兵站参謀・井上幾太郎工兵少佐の提案する正攻法に切りかえる案を提案したが、実戦部隊である各師団代表は強襲法の継続を主張した。議論の決を採るべき立場の伊地知は採決を取ることができず、最終的に乃木の決断によって正攻法の採用で決着した。
内地では大口径砲を旅順戦に用いることが決定され、二十八糎榴弾砲6門が配属されることになった。これは9月上旬に到着し、10月初頭には試射が行われている。更に6門が増加配属され、中旬に更に6門が増加配属となり、合計18門が旅順攻囲戦に使用されることになった。
攻囲戦の途中、攻略が遅いことを理由に満洲軍総司令部や大本営から第3軍司令部の人事刷新の意見が出されたこともあったが、明治天皇や大山巌の反対により却下され、攻略戦の終結まで第3軍参謀長として任務を全うした。攻略戦後は旅順要塞司令官に任命され軍参謀長としての職務を終えた。日露戦争終結後の国内凱旋は、北方より帰還する第3軍司令部に同道した。

## 特科出身者の師団長就任に関する是非論
伊地知が東京湾要塞司令官であった明治40年（1907年）11月頃、師団長に転ずる事が取りやめられたことがある。この際に陸軍大臣・寺内正毅が井口省吾少将との談話の中で「元来特科出身将官ヲ師団長ニ為シテ可ナルヤ否ヤニ就テハ未解決問題ニシテ他日ニ決セラレサル可カラス云々」と語ったということから、この是非論が持ち上がった。井口は当事者である伊地知を訪問し意見を聞き、また上原勇作、川村景明、長岡外史、野津道貫、奥保鞏らと意見交換したうえで山縣有朋の意向を尋ねている。
その後、「兵科ヲ選バズ適任者ヲ以テ補スルヲ可トスルハ勿論」という結論となるのだが、そもそも、寺内が特科出身者の師団長任命を避けたがっていたということ自体が大いに疑問であり、井口の一人相撲であった可能性が高いとされている。

## 評価
伊地知の評価には否定・肯定両論が存在している。
否定側の考えを代表するものとして、昭和40年代に新聞連載され後に単行化された司馬遼太郎の小説『坂の上の雲』での描写が挙げられる。この中では、伊地知は作戦・指揮能力に欠けた無能者として否定的に評価され、これが一般的に広く知られている。総じて、旅順要塞攻撃において融通の利かない硬直した作戦指揮を行い、損害を拡大させた点が批判されており、これは伊地知個人への批判に留まらず、このような人材を参謀長に据えたのは、閨閥・藩閥調整・情実等のお手盛り人事の弊害であるという批判に拡大される事が多い。また、戦後に日露戦争の戦功により男爵となったことも総花的人事であると批判されている。また大将に昇進せずに中将で退役した点を挙げて、伊地知の評価はさほどのものではなかったとする指摘もある。
このような否定的評価は、2000年代以前の出版物で広く記述されていた。
近年の研究調査によって、上記のような否定的評価は、下記のように論拠を以って否定する意見も見られる。
- 第3軍参謀長への任命に関して日露戦争勃発当時の伊地知の評価を客観的に見れば、英独仏への数度の海外留学を経験した人材であり、また砲兵科出身であり、日清戦争時の旅順攻略戦に於いて現地を踏んだ経験があり（当時第2軍参謀副長）、さらに欧州留学中に乃木希典と懇意であった。これら諸々を考慮すれば、伊地知が第3軍参謀長に任じられるのは何の不思議もない[13][注 9]。
- 2011年に伊地知の日誌など一次史料や未翻刻史料が研究されはじめると、伊地知は日露戦争時のみならず、日清戦争時にも情報将校として活動しており彼の報告が開戦への重要な材料となったことや、日露戦争開戦直前・直後期の韓国公使館付時代の役割などの功績を評価すれば、伊地知が男爵位をもらったことは妥当であると判断されている[14]。
- 旅順に於ける作戦・指揮能力の評価については、第3軍が要塞攻略に固執したことによって、旅順艦隊の無力化という目的も達成されていたことになる[15]。
- 当時は第6旅団長として勇戦し、後に第3軍参謀長となる一戸兵衛少将は戦後の述懐で、「終始軍司令官は何故情況に適せぬわからぬ命令を下達したものだろうかと疑ったが、後に第三軍参謀長に栄任後、機密作戦日誌などにより当時の事情を詳らかにし、初めて成程と氷解した」[16]と述べている[注 10]。

伊地知の評判が悪かったのは、以下の要因が示唆されている。
- 乃木希典が日露戦争後に軍神・聖将として祭り上げられたことから、乃木への批判も併せて参謀長であった伊地知に批判が集中したこと[10]。
- 旅順攻撃失敗の原因は弾薬の不足であるとして、総司令部や大本営に対して厳しく補給を請求したことが、陸軍内において、伊地知の評価を下げた。大正、昭和に至るまで、日本陸軍は日露戦争の経験と第一次世界大戦の観察から、日本の貧弱な国力と工業力をもっては近代戦の莫大な消耗に到底耐え得ないという判断から、精神力を基盤とする白兵戦力、指揮官の意志力、統率の妙などの無形的戦力に大きな期待を寄せることになる[18]。

軍参謀長としての評価であるが、優柔不断な点が批判されている。

## 栄典・授章・授賞
位階
- 1884年（明治17年）5月14日 - 正七位[21]
- 1891年（明治24年）12月28日 - 従六位[22]
- 1894年（明治27年）10月20日 - 正六位[23]
- 1897年（明治30年）10月30日 - 従五位[24]
- 1900年（明治33年）7月10日 - 正五位[25]
- 1905年（明治38年）11月2日 - 従四位[26]
- 1909年（明治42年）2月1日 - 正四位 [27]
- 1913年（大正2年）1月30日 - 従三位[28]
- 1917年（大正6年）1月23日 - 正三位[29]

勲章等
- 1889年（明治22年）11月29日 - 大日本帝国憲法発布記念章[30]
- 1891年（明治24年）5月28日 - 勲六等瑞宝章[31]
- 1895年（明治28年）
  - 5月23日 - 勲五等瑞宝章[32]
  - 9月20日 - 双光旭日章・功四級金鵄勲章[33]
  - 11月18日 - 明治二十七八年従軍記章[34]
- 1900年（明治33年）11月30日 - 勲四等瑞宝章[35]
- 1904年（明治37年）11月29日 - 勲三等瑞宝章 [36]
- 1906年（明治39年）4月1日 - 功二級金鵄勲章、勲二等旭日重光章、明治三十七八年従軍記章[37]
- 1907年（明治40年）9月21日 - 男爵 [38]

外国勲章佩用允許
- 1898年（明治31年）10月12日 - 安南国：旌能龍星勲章（英語版）[39]
- 1899年（明治32年）7月4日 - 大清帝国：第三等第一双竜宝星[40]
- 1909年（明治42年）7月8日 - チリ共和国：金製有功章[41]

## 親族
- 先妻 雪子 - 大山成美（大山巌の兄）と西郷安子（西郷隆盛の妹）の娘。明治39年死別。
  - 長女 梅子 - 小川武次（小川又次次男。陸軍少佐、子爵）夫人
  - 次女 百合子 - 荘田逹彌(荘田平五郎長男。三菱重工取締役)夫人
  - 三女 花子 - 稲垣鉄郎（三菱重工業長崎造船所副所長）夫人
- 後妻 みき子、ミキ -高階経本（医師、大韓医院副院長、宮内省御用掛）の娘。西郷従道養女となり嫁す。東宮御養育掛。
  - 長男 精 - 男爵。妻は毛利元秀の娘。